# Kanivenahalli, Sidlaghatta
Kanivenahalli là một làng thuộc tehsil Sidlaghatta, huyện Chikkaballapur, bang Karnataka, Ấn Độ.